# Cuerna kaloostiani
Cuerna kaloostiani är en insektsart som beskrevs av Nielson 1965. Cuerna kaloostiani ingår i släktet Cuerna och familjen dvärgstritar. Inga underarter finns listade i Catalogue of Life.